# María Inés Zaldívar
María Inés Zaldívar, también conocida como Mané Zaldívar(Santiago, 30 de mayo de 1953), es una poeta, crítica literaria y académica chilena.

## Biografía
Hija de Alberto Zaldívar e Inés Ovalle, María Inés nació en Santiago. Egresó de profesora por la Facultad de Letras de la Pontificia Universidad Católica de Chile, donde también dirige el Departamento de Literatura,y se graduó del Magíster de Literatura de la Universidad de Chile a comienzos de los años noventa.
En 1992 viajó a Estados Unidos para doctorarse en letras por la Universidad Rutgers, donde se doctoró con una tesis sobre la poesía de Ana Rossetti y Gonzalo Millán.En ese viaje escribió su primer poema: Carta a Rodrigo, originalmente escrito como un texto infantil.
En 1997 fue ganadora del concurso Textos de Mujeres 1997: Poesía y Ensayo, certamen organizado por el Consejo Nacional del Libroy en 2011 fue nominada en la categoría poesía por el libro Luna en Capricorno de los Premios Altazor de ese año.

## Estilo
Su estilo se aleja del surrealismo y se acerca más al objetivismo y al realismo, utilizando una voz personal que busca destacar en el panorama lírico chileno. Su poesía abarca temas variados, desde lo cotidiano hasta lo íntimo, con un enfoque en la precisión y la cercanía de las imágenes.
Ha sido comparada con la escritora polaca Wisława Szymborska, identificada como "una de las más destacadas voces líricas femeninas" en Chile por el poeta Manuel Silvay elogiada por Alejandro Zambra por poseer una poesía "de los sentidos, (de) un desarreglo armonioso y radical del cuerpo propio aproximándose decidida, al cuerpo ajeno".
En 2018 se convirtió en la segunda mujer poeta chilena, después de Gabriela Mistral, en ser publicada por el Fondo de Cultura Económica.

## Publicaciones
- Reiterándome, o la elevación frente a la negación (1994)
- Artes y oficios (1996)
- La mirada erótica (1998)
- Ojos que no ven (2001)
- Naranjas de medianoche (2006)
- Luna en Capricornio (2010)
- Bruma (2012)